# Букурешт
Букурешт (рум. București) је главни и највећи град Румуније. Налази се у јужном делу земље, у историјској покрајини Влашка, на реци Дамбовици. Букурешт чини истоимени град-округ у Румунији, док га окружује у потпуности округ Илфов.
Букурешт носи епитет „Малог Париза” или „Париза Истока”. Основао га је Влад III Цепеш, познат као „Влад Дракула”. Демоним становника овог града је „Букурештанци” (Bucureșteni). Букурешт се простире се на 240 km² и према попису из 2021. године у граду је живео 1.716.961 становник. То га чини шестим градом по величини у Европској унији, ако се гледају управне границе самог града.

## Етимологија
Постоји неколико теорија о томе како је Букурешт добио име. Према једној од њих, град носи име по оснивачу, који се звао Букур, а био је (опет према различитим изворима) пастир, принц, ловац, рибар или одметник. Један од најславнијих османских путописаца, Евлија Челебија, забележио је да је Букурешт добио име по извесном Абу Каришу (Abu-Kariș), из племена Бани Куреиш (Bani-Kureiș). Трећа теорија потиче из 18. века, од швајцарског путника Франца Шулцера, према којем назив потиче од речи bucurie, која на румунском језику значи срећа, задовољство. Претпоставља се да је порекло речи из дачког језика. Још једна теорија датира из 19. века, из књиге штампане у Бечу, у којој је забележено да назив Букурешт потиче од букових шума.

## Географија
Град Букурешт развио се у средишњем делу румунске покрајине Влашке и то у њеном источном делу, познатом као Мунтенија. Данас је главни град Румуније асиметрично постављен у оквиру граница земље. Тако је Букурешт од северне границе државе удаљен преко 500 km, док је ка југу он удаљен свега 65 km од Дунава, који чини државну границу ка Бугарској. Букурешт је удаљен 265 km од Црног мора.
Букурешт је образован у средишњем делу Влашке низије и надморска висина износи 88 m. Терен у граду је раван до мало валовит. Град се данас налази на две реке, на Колентини и Дамбовици. Река Колентина пролази кроз само језгро града и делимично тече подземно (вештачки изграђени тунели), док река Дамбовица, која пролази кроз северни део града, гради низ од 7 језера, која су данас место на којем грађани Букурешта проводе слободно време. Град је богат парковима, од којих је најпознатији Чишмиђију. Остали паркови укључују "Омладина" (Тинеретулуј), Херастрау, Титан-Бела Бара (Балта Алба), Друмул Табереј, Циркуса, и остале.

### Клима
Клима у граду је умерено континентална, особена по топлим и сувим летима и хладним зимама.
| Клима Букурешта (1981–2010, екстреми 1929–садашњост)                                                                    | Клима Букурешта (1981–2010, екстреми 1929–садашњост) | Клима Букурешта (1981–2010, екстреми 1929–садашњост) | Клима Букурешта (1981–2010, екстреми 1929–садашњост) | Клима Букурешта (1981–2010, екстреми 1929–садашњост) | Клима Букурешта (1981–2010, екстреми 1929–садашњост) | Клима Букурешта (1981–2010, екстреми 1929–садашњост) | Клима Букурешта (1981–2010, екстреми 1929–садашњост) | Клима Букурешта (1981–2010, екстреми 1929–садашњост) | Клима Букурешта (1981–2010, екстреми 1929–садашњост) | Клима Букурешта (1981–2010, екстреми 1929–садашњост) | Клима Букурешта (1981–2010, екстреми 1929–садашњост) | Клима Букурешта (1981–2010, екстреми 1929–садашњост) | Клима Букурешта (1981–2010, екстреми 1929–садашњост) |
| Показатељ \ Месец | .Јан.                                                | .Феб.                                                | .Мар.                                                | .Апр.                                                | .Мај.                                                | .Јун.                                                | .Јул.                                                | .Авг.                                                | .Сеп.                                                | .Окт.                                                | .Нов.                                                | .Дец.                                                | .Год.                                                |
| --- | ---------------------------------------------------- | ---------------------------------------------------- | ---------------------------------------------------- | ---------------------------------------------------- | ---------------------------------------------------- | ---------------------------------------------------- | ---------------------------------------------------- | ---------------------------------------------------- | ---------------------------------------------------- | ---------------------------------------------------- | ---------------------------------------------------- | ---------------------------------------------------- | ---------------------------------------------------- |
| Апсолутни максимум, °C (°F)                                                                                             | 17,1 (62,8)                                          | 24,1 (75,4)                                          | 29,0 (84,2)                                          | 32,2 (90)                                            | 36,9 (98,4)                                          | 39,0 (102,2)                                         | 42,2 (108)                                           | 41,0 (105,8)                                         | 38,5 (101,3)                                         | 35,2 (95,4)                                          | 25,1 (77,2)                                          | 18,4 (65,1)                                          | 42,2 (108)                                           |
| Максимум, °C (°F) | 2,8 (37)                                             | 5,5 (41,9)                                           | 11,4 (52,5)                                          | 18,0 (64,4)                                          | 24,0 (75,2)                                          | 27,7 (81,9)                                          | 29,8 (85,6)                                          | 29,8 (85,6)                                          | 24,6 (76,3)                                          | 17,9 (64,2)                                          | 9,8 (49,6)                                           | 3,8 (38,8)                                           | 17,1 (62,8)                                          |
| Просек, °C (°F) | −1,3 (29,7)                                          | 0,4 (32,7)                                           | 5,4 (41,7)                                           | 11,2 (52,2)                                          | 16,8 (62,2)                                          | 20,6 (69,1)                                          | 22,5 (72,5)                                          | 22,0 (71,6)                                          | 16,9 (62,4)                                          | 11,0 (51,8)                                          | 4,7 (40,5)                                           | 0,2 (32,4)                                           | 10,8 (51,4)                                          |
| Минимум, °C (°F) | −4,8 (23,4)                                          | −4,0 (24,8)                                          | 0,1 (32,2)                                           | 4,9 (40,8)                                           | 9,6 (49,3)                                           | 13,6 (56,5)                                          | 15,4 (59,7)                                          | 14,9 (58,8)                                          | 10,5 (50,9)                                          | 5,4 (41,7)                                           | 0,6 (33,1)                                           | −3,4 (25,9)                                          | 5,2 (41,4)                                           |
| Апсолутни минимум, °C (°F)                                                                                              | −32,2 (−26)                                          | −29,0 (−20,2)                                        | −21,7 (−7,1)                                         | −9,5 (14,9)                                          | −1,1 (30)                                            | 4,5 (40,1)                                           | 7,4 (45,3)                                           | 5,2 (41,4)                                           | −3,1 (26,4)                                          | −8,0 (17,6)                                          | −19,4 (−2,9)                                         | −25,6 (−14,1)                                        | −32,2 (−26)                                          |
| Количина падавина, mm (in)                                                                                              | 37 (1,46)                                            | 37 (1,46)                                            | 44 (1,73)                                            | 50 (1,97)                                            | 56 (2,2)                                             | 83 (3,27)                                            | 70 (2,76)                                            | 56 (2,2)                                             | 64 (2,52)                                            | 53 (2,09)                                            | 46 (1,81)                                            | 48 (1,89)                                            | 643 (25,31)                                          |
| Количина снега, cm (in)                                                                                                 | 13,7 (5,39)                                          | 11,0 (4,33)                                          | 10,5 (4,13)                                          | 1,5 (0,59)                                           | 0,0 (0)                                              | 0,0 (0)                                              | 0,0 (0)                                              | 0,0 (0)                                              | 0,0 (0)                                              | 0,0 (0)                                              | 8,8 (3,46)                                           | 10,5 (4,13)                                          | 56,0 (22,05)                                         |
| Дани са кишом | 6                                                    | 6                                                    | 9                                                    | 11                                                   | 12                                                   | 11                                                   | 9                                                    | 8                                                    | 8                                                    | 10                                                   | 10                                                   | 9                                                    | 109                                                  |
| Дани са снегом | 8                                                    | 7                                                    | 5                                                    | 1                                                    | 0,03                                                 | 0                                                    | 0                                                    | 0                                                    | 0                                                    | 0,3                                                  | 3                                                    | 7                                                    | 31                                                   |
| Релативна влажност, %                                                                                                   | 89                                                   | 83                                                   | 75                                                   | 71                                                   | 69                                                   | 70                                                   | 68                                                   | 68                                                   | 73                                                   | 79                                                   | 85                                                   | 88                                                   | 76                                                   |
| Сунчани сати — месечни просек                                                                                           | 70,6                                                 | 84,5                                                 | 138,0                                                | 184,8                                                | 246,3                                                | 265,8                                                | 289,2                                                | 281,4                                                | 224,1                                                | 177,4                                                | 87,5                                                 | 62,8                                                 | 2.112,4                                              |
| UV индекс | 1                                                    | 2                                                    | 3                                                    | 5                                                    | 7                                                    | 8                                                    | 8                                                    | 7                                                    | 5                                                    | 3                                                    | 2                                                    | 1                                                    | 4,3                                                  |
| Извор #1: Pogoda.ru.net (average temperatures, humidity, precipitation, and snowy days)                                 |                                                      |                                                      |                                                      |                                                      |                                                      |                                                      |                                                      |                                                      |                                                      |                                                      |                                                      |                                                      |                                                      |
| Извор #2: NOAA (snowfall and sunshine, 1961–1990), Administrația Națională de Meteorologie (extremes) and Weather Atlas |                                                      |                                                      |                                                      |                                                      |                                                      |                                                      |                                                      |                                                      |                                                      |                                                      |                                                      |                                                      |                                                      |

## Историја
Подручје града Букурешта било је насељено још од праисторије. Међутим, као градско насеље Букурешт се спомиње тек крајем средњег века, па стога спада у најмлађе престоне градове Европе.
Букурешт се први пут спомиње 1459. године као „Утврђење од Букурештија“ (Citadel of Bucureşti) и убрзо постаје седиште влашког војводе Влада III Дракуле. Ускоро град добија на значају и постаје такмац северно постављеном Трговишту, средњовековној престоници Влашке. Ово је делом било узроковано и чвршћим везивањем Влашке за Османско царство преко Дунава.
Нестабилност и чести ратови на овом подручју у следећим вековима нису спречили раст и развој града. У 17. веку Букурешт су спалиле Османлије. После тога град се почео развијати у смеру који се и данас види у градској уличној мрежи са средиштем у четврти Липшани. Тада град постаје и најважније седиште Влашке, а сигурно после 1698. када се овде премешта Врховни суд Влашке. Ово није осигурало град, па је Букурешт током 18. и 19. века неколико пута био освајан од стране Хабзбурга и Русије, а 1848. године град је био поприште Револуције 1848/49.
Када су се 1861. Влашка и Молдавија ујединиле у краљевину Румунију, Букурешт је постао престоница. Ово је дало полет граду и он је током следећих пола века доживео нагли успон и раст становништва. У развоју Букурешта краљевина се ослањала на Француску, па су у граду изграђене многе палате, булевари и паркови. Велики део зграда изградиле су стране архитекте, најчешће Французи и Италијани. Тада је град добио надимке „Мали Париз“ или „Париз Истока“. Развој града био је прекинут у Првом светском рату, када је град био под немачком окупацијом од 1916. до 1918. Међутим, после рата Букурешт постаје средиште „Велике Румуније“, једне од највећих држава у Европи, што је граду дало нагли успон и раст.
Током Другог светског рата град није много страдао, али је комунистички режим из корена изменио град. Посебно се ово везује за раздобље Николаја Чаушескуа (1965–89.), када је град доживео масовну урбанизацију и трансформацију добрим делом и разарањем старог и вредног урбаног ткива. Додатно, марта 1977. је град задесио снажан земљотрес, у коме је погинуло око 1500 људи и уништено много старих зграда.
Тачније, у почевши од 1960-их, град је доживео раст у блоковима, нарочито на ивицама града, где је било мало кућа и пуно поља. Међу новоизграђеним подручјима можемо назвати Друмул Табереј (1960—1974), Берчени (1960—1989), Ђурђулуј (1959—1986), Титан (почев од 1961. до средине 1980-их), Ђулешти (у 3 етапе, 1961–1966, 1975–1978 и 1980–1990), Пажура-Нови Букурешт (1962—1971), Обор-Теј-Колентина (1973—1990), Пантелимон (1974—1989) и Милитари (1966—1989). Ове доказале су да су решиле стамбену кризу која је утицала на Букурешт од педесетих година прошлог вијека.
Друге важне зграде изграђене су током комунистичке ере, укључујући Хотел Интерконтинентал (отворен 23. маја 1971), Национални театар у Букурешту (отворен 5. децембра 1973), "Сала Палатулуј" (1961), Униреа универзална продавница (1976. и 1987), Румунска телевизија зграде (1968. и 1970. године), а посебно Палата Парламента (пројекат је започео 1984. године, али није завршен до 1997. године).
У осамдесетим годинама, већина старог града је срушена како би се утврдила већина грађевинских пројеката које је предвиђао Николаје Чаушеску који су укључивали изградњу стамбених зграда и разних административних зграда, а најважније је "Дом народа", користећи архитектуру инспирисану сјевернокорејском. Ово је довело до рушења старих историјских цркава, разних кућа, стадиона и других.
Године 1989, десила се Румунска револуција, која је била посебно „крвава“ у Букурешту. После тога град и државу задесиле су године дубоке кризе, па је Букурешт први пут у историји опао по броју становника у време мира. Од 2000. са брзим интеграцијама Румуније у ЕУ град је доживео поновни раст и брз развој. Данас је Букурешт велико градилиште.

## Срби у Букурешту
Током 16. и 17. века било је Дубровчана трговаца у Букурешту и другим румунским градовима. У путничком дневнику Јакова Бонгарса из 1585. године, види се да у Букурешту постоји фрањевачки манастир и да је у граду "дубровачка властела". Такође, по једној католичкој статистици из 1643. године било је 10 Дубровчана у Букурешту. Средином 19. века око Букурешта су три насеља (сада предграђа) које носе име Срби, као што се може видети на тадашњој мапи. Западно се налази "Срби Гулешти" - данас само предграђе Гуилешти, а источно од града је "Срби Леордени" - сада само Леордени. Југозападно су два села, Гори и Доњи "Срби Домнешти" - сада само преграђе Домнешти. Зна се да је само у селу "Срби Леордени" 1838. године било пописано 12 српских породица. Поред живе и бугарски насељеници, али католици.
У Букурешту је током 19. века било изгнаника из кнежевине Србије, владара династија Карађорђевића и Обреновића. Уз њих су биле породице и пратња, саборци, сарадници, слуге и поданици других положаја.
Вуков српски речник, тумачен немачким и латинским речима, купио је 1818. године Стеван Васиљевић Живковић из Букурешта. Живковић је иначе српски књижевни радник, преводилац "Телемака" и "издатељ Благдјетелне музе". Из писма истог Стефана Живковића упућеног Вуку из 1818. године, сагледава се присуство Срба у Букурешту. Он каже: Овде их (Срба) има много. Но осим тога пола овога града говори говори српски и болгарски, а пола другим језицима. Има Булгара и Серба, који су сви овде под именом Сербова познати до 26.000 и више фамилија. Против кнеза Милоша Обреновић подигао је 1819. године буну Миљко Петровић, брат "Хајдук" Вељка Петровића, са својих 42 Арнаута. То је "Миљкова буна", настала због отпуштања из службе неколико Арнаута, у којој је као организатор умешан пуковник (поменути) Стеван Живковић из Букурешта.
Једну српску књигу набавио је књаз Милош Т. Обреновић, и то платио 30 примерака. Уз њега се јављају Константин од Хадија "руски кавалер" - пет примерака, и велико-купци браћа Аврамовићи из Браиле, такође по пет примерака. Остали пренумеранти су били: Алекса Стојановић, Господар Ефрем (Јеврем) Т. Обреновић, Госпођа Томаније Е. Обреновић, Господар Милош Е. Обреновић, Госпођа Ана Константиновић рођена Обреновић, Божидар Рајовић секретар Јевремов, Милинко Димитријевић управник двора Јевремовог. Од грађана букурештанских, купили су књигу Михаило Ивановић трговац, Димитрије К. Манаф трговац, Параскева Карибибер трговкиња и Кириак Пана Киронић трговац.
Другом приликом српску књигу су опет купили Обреновићи, књаз Милош (10 егземплара), Ефрем (пет) и Ефремов син Милош (два). Скупљачи претплате били су Букурештанци, Вујица Јованов, Шљивић и Јован Божић.
Српску ћириличну књигу узели су 1839. године други становници Букурешта: архимандрит манастира Бистрице у Бесарабији, Србин Гаврил, Михаил Герман књажевски српски агент, Димитрије Мустаков саветник агенције, Захарије Стемповски драгоман (преводилац) агенције, Стефан Пазарац главни надзиратељ књажевских добара (Милошевих), Димитрије Михаиловић писар, Ђорђе Герман банкар, Христо Хаџи Параскева трговкиња, Никола Јовановић (из Доброте), Мартин Милашевић (из Новог Сада) и Стеван Димитријевић (из Милановца). Претплатник српске књиге у Београду био је 1839. године сајџија Николај Стојановић родом из Букурешта.
Скупљач претплате за књигу Симе Милутиновића Сарајлије у Букурешту, и "сву Валахију, Молдавију и Одесу" био је тамошњи "сербско-књажевски агент" Михаил Феодоровић Герман (1837).
У Букурешту је повремено живео најбогатији Србин, "Капетан Миша" или тачније титуларни мајор Миша Анастасијевић. Букурештански трговац, Србин Јован Марковић је објавио 1864. године у Букурешту поздравну песму "Добродошлица", посвећену Анастасијевићу. Милионер, са огромном речном флотом, рудницима соли и спахилуцима у Влашкој кретао се између седишта у највећем спахилуку Клежани и Букурешта на луксузним елегантним кочијама и четворопрегом, окружен личном наоружаном живописном гардом од 12 Арнаута. У Букурешту је поред зграде Народне банке, прво подигао луксузно грађену и опремљену палату, а поред ње потом и нешто мању кућу. У палати је била главна пословница његове трговачке компаније за Влашку, и ту је примао угледне госте. А у кући поред је Миша повремено живео, и ту је изненада и умро од запаљења плућа, 15. јануара 1885. године. Након балсамовања тела пренет је и сахрањен у цркви спахилука Клежани. У једном крилу те велике букурештанске палате, живео је извесно време румунски принц Штирбеј. Убрзо након Мишине смрти, априла 1885. године продаване су те куће у Букурешту, у улици Домнеј 6-8. Информације је давао Димитрије Германи.
Последње године живота, почетком 1884. године Анастасијевић је позвао у госте Матију Бана, београдског професора и књижевника. За три недеље Бан је од забелешки и сећања богаташевог скупио грађу за "Животопис" (објављен 1890) најбогатијег и најдарежљивијег Србина. Мишин унук Алексије Карађорђевић је палату наследио и претворио у позориште. То позориште је међутим страдало у пожару након Првог светског рата.
Претплатници српске књиге у Букурешту се понављају, јер је реч о културним потребама образованих родољуба. Тако се помињу 1837. године у списку купаца историјске књиге: архимандрит Гаврил Петровић настојатељ бесарабијског манастира Бистрице, Поликарп Цанковић архимандрит и настојатељ влашког Римнијског манастира, Михаил Герман књажевски српски саветник и носилац Султановог ордена, са својом породицом, Стојан Симић књажевски саветник и носилац руског ордена Св. Владимира 4. класе, Димитрије Мустаков књажев саветник и Николај Герман главни ћумрукџија (цариник) београдски, Стеван Пазарац савјетник и надзиратељ мошије Појане, Марко Хаџи Стило чиновник књажевства, Димитрије Новаковић надзиратељ мошије Мавродина, Јован Гавриловић секретар агенције, Христо Мустаков, Ђорђе Герман ревизор, Василије Топлицки чиновник Србије, те Ђорђевићи браћа Смедеревци, Сима Пазарац ученик, Никола Вујић, Лазар Малешевић, Василије Недељковић и Игњат Стојановић.
Купци једне бугарске књиге у Букурешту били су 1836. године, судећи по првом на списку - Срби. Од укупно 57 презимена, њих 16 има српску верзију. Тако је 10 егземплара узео архимандрит Бистрицког манастира у Влашкој, Србин, Гаврил Поповић, а поред њега су - Јордан Геновић (са 10), Јован Недељковић, Симеон Недељковић, Константин Михаил Панковић, Марко Георгијевић, Константин Николајевић Мустаков, Стефан Табаковић, Ангел Пантелејмоновић, Константин Атанасовић, Василиј Георгијевић, Тончо Христовић а са стране Михаил Поповић из Ловића, Теохар Христодуловић из Турнова.
Основана је 1835. године у Букурешту Књажевско-српска агенција. Године 1841. у Букурешту је био српски конзулат, при којем су радили конзул Николај Герман (ту и 1839) и секретар Георгије Малетић родом из Баната. Филозофска књига која описује Марка Аурелија читана је у Букурешту 1844. године. Зналци српског језика у том влашком граду образовали су пренумерантски пункт. Били су то учени људи попут: Адам К. Германи "каваљер Грчког краљевства", Ђорђе Ницецко секретар дирекције Окне Влашке, Ђорђе Германи, Марко Г. Германи, Димитрије Кома из Битоља надзиратељ спахилука манастира браће Германи, Ђорђе Коца надзиратељ спахилука Ељани браће А. Германи. Претплатник књиге збирке српских песама био је 1846. године Алекса Симић "каваљер" са три егземплара, у Букурешту.
Граматику српску тражили су 1850. године у "Букреш.-у" српски поглавари у изгнанству. Били су то Обреновићи и њихови сарадници: кнез Милош, кнез Михајло и господар Јефрем Обреновић - укупно 50 примерака, а уз њих и из породице Германи - Никола, Јован и Ђорђе са још 20 егземплара, за бројне не наведене тамошње читаоце. Један српски књижни наслов имао је много пренумераната (64) у Букурешту, поменућемо само неке вредније пажње те 1854. године: Константин Хадија кавалер и секретар књаза Милоша Обреновића, Јован Ивелић трговац синовац грофа Ивелића, Константин Атанасијевић носилац златне ленте ордена Св. Владимира, служитељи на двору књажевом - Милинко Теодоровић, Вељко Станојевић, Ђорђе Петровић Шабчанин и Аркадије Маринковић; закупци спахилука у Влашкој - Арон Недељковић, Ђорђе Недељковић, Јосиф Симоновић, Божидар Рајовић и Димитрије Манаф. Ђорђе Ђерман родом из Разлога поседник спахилука Буко, Михаил Демаја секретар Симићев, Димитрије Мариновић књажев књиговезац, Јосиф Јакшић живописац и други претежно трговци.
Видаковићеву популарну књигу узео је претплатом 1857. године у Букурешту, ц и к официр лајтант Манојло Теодоровић Србин родом из околине Шапца. Руски историјски роман преведен на српски језик набављан је и у Букурешту. Као купци те књиге јављају се 1857. године: браћа Рајовићи (5 комада), Лазар Хаџи Стојло трговац, Николај Герман рачуновођа, Костадин Михајловић писар селски, Лиман Лошовић трговац, Филип Радосављевић надзорник села Клежана и Никола Вујатовић писар у Клежану. Српске књиге је 1860. године наручивала књижара К. А. Розетија у Букурешту.
Претплатнички пункт у Букурешту 1862. године, око једне књиге о Херцеговачком устанку и српском јунаштву, чинили су тамошњи Срби, на челу са Томанијом Обреновић. На дугом списку су још Анка Констандиновић, Миленко Димитријевић, Мојсило Рајовић, Марко Рајовић, Живко Лончаревић, Јован Марковић, Трифун Атанацковић, Стеван Тодоровић, Антоније Димитријевић, Павле Шербан, Петар Јовановић, Милан Ломовић, Атанасије Марјановић, Димитрије Ђорђевић, Вуле Топалђорђевић, Јефрем Милетић, Димитрије Марковић, Филип Радосављевић, Криста Јеремић, Радован Лазаревић, Стеван Јовановић, Лазар Д. хаџи Стоило, Никола Петровић, Димитрије Петровић, Јосиф Симоновић, Алекса Стојковић и Васа Живановић. У престоницу Влашке отишло је тада 28 егземплара.
Александар Андрић пензионисани граничарски лајтант у Банату, бавио се интензивно књижевним радом. Имао и своју властиту штампарију, коју је неколико пута селио. Под старе дане штампао је своја "Сабрана дела", која су била тражена и у Букурешту. Тамошњи мали пренумерантски пункт је 1863. године наручио неколико примерака збирке његове поезије. Били су то грађани: Хаџи Јован Пејић, А. Думбовинчано, Марко Ст. Рајовић, Мојсило Ст. Рајовић, Василије Живановић секретар Књажевске србске агенције. Андрић је касније и боравио неколико година у Букурешту. Дошао је из Србије 1870. године, да би био следећих година дана уредник новина на немачком језику "Слободни оријент". Сарађивао је пишући чланке и у тамошњем листу "Восток", који излази на српско-бугарском језику. У "Подлиску Востока" објављивао је политичке коментаре на првој страни. Он је 1875. године основао у Букурешту "Словенску дружину", чији је био први, привремени председник. Поручник Андрић је и умро у румунској престоници, 23. јула 1876. године а тамо и почива на румунском православном гробљу. На његовој сахрани је било мноштво људи, сви тамошњи многобројни Срби, а једино никог није било из српског посланства.
Осамдесетих година 19. века било је Срба предузетника у Букурешту. Помињу се у то време Сотир Михајловић кафеџија "Код Лондона" и Светозар Пјевчевић предузимач. Децембра 1898. године деловало је у Букурешту "Српско раденичко певачко друштво". Оно тада већ било потврђено, има статут, а активних чланова је било 20 тамошњих, поред других утемељивача и помагача. Председник тог српског друштва био је занатлија Ђока Константиновић.
Радио је 1878-1900. године у Букурешту, Лицеј под именом "Светог Саве", који су похађали Срби.

## Становништво
| 1831.  | 1859.   | 1878.   | 1889.   | 1899.   | 1930.   | 1948.     | 1956.     | 1966.     | 1977.     | 1990.     | 2002.     | 2011.     | 2021.     |
| ------ | ------- | ------- | ------- | ------- | ------- | --------- | --------- | --------- | --------- | --------- | --------- | --------- | --------- |
| 58.794 | 121.734 | 177.646 | 184.488 | 276.178 | 633.355 | 1.025.180 | 1.177.161 | 1.366.384 | 1.807.239 | 2.067.545 | 1.926.334 | 1.883.425 | 1.716.961 |

|  | Популациона пирамида |

Према попису из 2021. године, Букурешт има 1.716.961 становника што чини 9% становништва Румуније. Заједно са жупанијом Илфов, у оквиру развојног региона Букурешт—Илфов, има 2.259.665 становника.
Букурешт спада и у најхомогеније престонице Европе будући да етнички Румуни чине 97% становништва града, док су мањине Роми са 1,4% и Мађари са 0,3%. Некада значајни Грци, Јермени и Јевреји данас броје симболичан број припадника. Претежна већина градског становништва је православна — 96,1%, од чега су четвртина активни верници.
| Етнички састав према попису из 2021.‍ | Етнички састав према попису из 2021.‍ | Етнички састав према попису из 2021.‍ | Етнички састав према попису из 2021.‍ | Етнички састав према попису из 2021.‍ |
| ------------------------------------ | ------------------------------------ | ------------------------------------ | ------------------------------------ | ------------------------------------ |
|                                      |                                      |                                      |                                      |                                      |
| Румуни                               | Румуни                               |                                      | 1.252.190                            | 72,93%                               |
| Роми                                 | Роми                                 |                                      | 10.740                               | 0,63%                                |
| Мађари                               | Мађари                               |                                      | 2.168                                | 0,13%                                |
| Турци                                | Турци                                |                                      | 1.342                                | 0,08%                                |
| Немци                                | Немци                                |                                      | 1.011                                | 0,06%                                |
| Јевреји                              | Јевреји                              |                                      | 906                                  | 0,05%                                |
| Руси                                 | Руси                                 |                                      | 844                                  | 0,05%                                |
| Остали                               | Остали                               |                                      | 8.884                                | 0,52%                                |
| Непознато                            | Непознато                            |                                      | 438.876                              | 25,56%                               |

## Управна подела
Град Букурешт чини истоимени град који има посебан статус у Румунији, сличан жупанији, док га окружује у потпуности жупанија Илфов. Град је подељен на 6 административно-територијалних јединица — сектора, означених бројевима 1—6.
| Сектор        | Површина () | Становништво (2021) | Густина насељености |
| ------------- | ----------- | ------------------- | ------------------- |
| Сектор 1      | 69,98       | 217.367             | 3.106,13            |
| Сектор 2      | 31,79       | 291.557             | 9.171,34            |
| Сектор 3      | 34,04       | 374.737             | 11.008,73           |
| Сектор 4      | 33,87       | 268.018             | 7.913,14            |
| Сектор 5      | 28,85       | 240.288             | 8.328,87            |
| Сектор 6      | 41,50       | 324.994             | 7.831,18            |
| Град Букурешт | 240,03      | 1.716.961           | 7.153,11            |

## Привреда

### Саобраћај
Букурешт као милионски град има развијен јавни градски превоз. Градом саобраћају аутобуси, тролејбуси, трамваји, али је најважније превозно средство Букурештански метро са 4 метро линије.
Град је главни саобраћајни чвор у Румунији. У граду постоје три велике железничке станице, а на северном ободу града смештена су два међународно значајна аеродрома: већи Аеродром „Хенри Коанда“, некад Отопени и мањи Аеродром „Аурел Влајку“, некад Банеаса.

## Култура
Као престоница велике државе Букурешт има веома развијен културни живот са бројним позориштима, музејима, библиотекама, галеријама, културним центрима. Ту су и државна опера и филхармонија. Овде се налази Национална библиотека Румуније.

## Партнерски градови
| - Аман - Анкара - Атина - Атланта - Атенс - Пекинг - Будимпешта | - Кишињев - Преторија - Реџајна - Лагос - Детроит - Ханој - Софија | - Монтреал - Сао Паоло - Москва - Лондон - Хановер - Дамаск - Никозија |

## Галерија
- Градски метро, стација "Пипера"
- Стара и нова архитектура
- Зграда универзитета
- Стамбена зграда из 1930-их
- Кровови једног дела града
- Блокови из комунистичког времена (насеље Лужерулуј-Милитари)
- Нова зграда ноћу
- Стадион
- Градски пасаж
- Куртеа Веке — остаци
- Куртеа Веке црква
- Црква Крецулеску
- Сребрна црква
- Црква Ставрополеос
- Бела црква
- Руска црква св. Николе
- Универзитетски трг, 1980-их године
- Кућа слободне штампе, 1977. године
- Пантелимон, 1980-их године
- Булевар Димитрија Кантемира
- Подземни пролаз Обор (отворен 1979. године)
- насеље Колентина
- насеље Друмул Табереј/Пут Кампа